# Nuestros años verde olivo
Nuestros años verde olivo es una novela autobiográfica del escritor chileno Roberto Ampuero publicada en 1999 por Planeta.

## Trama
Esta novela autobiográfica cuenta la historia de un joven chileno, que tras el golpe de Estado del 11 de septiembre de 1973, decide exiliarse en la antigua Alemania del Este. Este joven se enamora de la hija del comandante Ulises Cienfuegos (Charco de Sangre), Margarita. Cienfuegos pone como condición para permitir el casamiento que se instalen en La Habana. 
Fue el segundo libro publicado fuera de la serie del detective privado Cayetano Brulé y se mantuvo por 24 semanas en la lista de los más vendidos de Chile. Actualmente está en su sexta edición.
Ampuero ha dicho que quisiera escribir una segunda parte —su título de trabajo es Detrás del muro—, para lo que necesitaría instalarse un tiempo en Berlín y que espera volver a La Habana para redactar "in situ el tercer tomo".

## Censura en Cuba
Daniel Swinburn, enviado especial de El Mercurio a la Feria Internacional del Libro de La Habana 2009, señala que en el puesto de las editoriales chilenas las obras más demandadas eran las de Ampuero y Pablo Neruda, y que había en exhibición un ejemplar de la polémica novela, que fue adquirido por un sigiloso visitante. "Mientras otros preguntaban dónde encontrar más ejemplares, se les respondía, con vaguedad, que podría haber repuesta en un par de días. Otros diez títulos de Ampuero se vendieron en una hora", escribe Swinburn.
Ampuero comenta la exhibición de su libro así: "Lo que me molestó es que antes que llegara la Presidenta (Michelle Bachelet) al stand chileno con Raúl Castro, un miembro de la defensa personal de Castro entra y pone mi libro para que sobresalga un poco. Y luego Castro lo toma y se fotografía con la Presidenta con mi libro en las manos. La foto estuvo en la web del gobierno hasta el diferendo con Fidel por el tema de mar para Bolivia. Lo que me dolió fue el mensaje subliminal 'Ampuero, mientes. Tu libro no está prohibido en Cuba'".

## Película
Roos Film iba a realizar una película dirigida por Ignacio Eyzaguirre con guion de Luis Ponce, pero la compañía quebró.